# 日向庄内駅
日向庄内駅（ひゅうがしょうないえき）は、宮崎県都城市乙房町にある、九州旅客鉄道（JR九州）吉都線の駅である。

## 歴史
- 1952年（昭和27年）4月15日：開業[3]。
- 1963年（昭和37年）5月10日：荷物扱い廃止[2]。
- 1977年（昭和52年）11月：駅舎を改築し、列車接近警報装置を設置[4]。
- 1987年（昭和62年）4月1日：国鉄分割民営化にり、九州旅客鉄道の駅となる[1][2]。
- 2022年（令和4年）4月1日：宮崎支社の発足により、都城駅との間に宮崎支社と鹿児島支社との支社境が設定された[5]。

## 駅構造
単式ホーム1面1線を有する地上駅である。無人駅で自動券売機等の設置も無い。統一規格の簡易駅舎がある。トイレは駅横の児童公園に設けられている。

## 利用状況
2015年（平成27年）度の1日平均乗車人員は65人である。
近年の1日平均乗車人員は以下の通り。
| 年度   | 1日平均 乗車人員 |
| ------ | ---------------- |
| 1996年 | 34               |
| 1997年 | 30               |
| 1998年 | 38               |
| 1999年 | 39               |
| 2000年 | 41               |
| 2001年 | 43               |
| 2002年 | 61               |
| 2003年 | 58               |
| 2004年 | 55               |
| 2005年 | 56               |
| 2006年 | 51               |
| 2007年 | 55               |
| 2008年 | 58               |
| 2009年 | 64               |
| 2010年 | 62               |
| 2011年 | 64               |
| 2012年 | 65               |
| 2013年 | 60               |
| 2014年 | 63               |
| 2015年 | 65               |

## 駅周辺
- 都城工業高等専門学校
- 源野農村公園
- 大淀川

## 隣の駅
九州旅客鉄道（JR九州）
■吉都線
谷頭駅 - 日向庄内駅 - 都城駅